# Kańczuga (gmina)
Kańczuga – gmina miejsko-wiejska w województwie podkarpackim, w powiecie przeworskim. W latach 1975–1998 gmina położona była w województwie przemyskim.
Siedziba gminy to Kańczuga.
Według danych z 30 czerwca 2004 gminę zamieszkiwało 12 766 osób. Natomiast według danych z 31 grudnia 2017 roku gminę zamieszkiwało 12 422 osób.

## Struktura powierzchni
Według danych z roku 2002 gmina Kańczuga ma obszar 105,15 km², w tym:
- użytki rolne: 77%
- użytki leśne: 14%

Gmina stanowi 15,06% powierzchni powiatu.

## Demografia
Dane z 31 grudnia 2017 roku.
| Opis                              | Ogółem | Ogółem | Kobiety | Kobiety | Mężczyźni | Mężczyźni |
| --------------------------------- | ------ | ------ | ------- | ------- | --------- | --------- |
| Jednostka                         | osób   | %      | osób    | %       | osób      | %         |
| Populacja                         | 12 422 | 100    | 6286    | 50,6    | 6136      | 49,4      |
| Gęstość zaludnienia [mieszk./km²] | 118    | 118    | 60      | 60      | 58        | 58        |

## Miejscowości w gminie
| Sołectwo          | Ludność | Sołtys                    | Parafia                              | Szkoła            | Geodezyjny identyfikator obrębu ewidencyjnego |
| ----------------- | ------- | ------------------------- | ------------------------------------ | ----------------- | --------------------------------------------- |
| Miasto Kańczuga   | 3 094   | burmistrz Andrzej Żygadło | Parafia św. Michała Archanioła       | Szkoła podstawowa | 181405_4.0015                                 |
| Bóbrka Kańczucka  | 171     | Łukasz Cielęcy            |                                      |                   | 181405_5.0001                                 |
| Chodakówka        | 99      | Aleksander Bratkowski     |                                      |                   | 181405_5.0002                                 |
| Krzeczowice       | 970     | Arkadiusz Kozak           | Parafia św. Andrzeja Boboli          | Szkoła podstawowa | 181405_5.0003                                 |
| Lipnik            | 189     | Anna Magoń                |                                      |                   | 181405_5.0004                                 |
| Łopuszka Mała     | 539     | Grzegorz Chochura         | Rektorat NSPJ                        |                   | 181405_5.0005                                 |
| Łopuszka Wielka   | 1 411   | Wiktor Malik              | Parafia NMP Królowej Polski          | Szkoła podstawowa | 181405_5.0006                                 |
| Medynia Kańczucka | 143     | Jacek Sochacki            |                                      |                   | 181405_5.0007                                 |
| Niżatyce          | 506     | Marian Dusza              |                                      |                   | 181405_5.0008                                 |
| Pantalowice       | 1 100   | Jan Fąfera                | Parafia Niepolanego Poczęcia NMP     | Szkoła podstawowa | 181405_5.0009                                 |
| Rączyna           | 816     | Tadeusz Chudzik           | Parafia Nawiedzenia NMP              | Szkoła podstawowa | 181405_5.0010                                 |
| Siedleczka        | 1 027   | Andrzej Zając             | Parafia Św. Apostolów Piotra i Pawła | Szkoła podstawowa | 181405_5.0011                                 |
| Sietesz           | 1 549   | Lucyna Winiarz            | Parafia św. Antoniego Padewskiego    | Szkoła podstawowa | 181405_5.0012                                 |
| Wola Rzeplińska   | 69      | Zbigniew Pakuła           |                                      |                   | 181405_5.0013                                 |
| Żuklin            | 350     | Mirosław Mazur            |                                      |                   | 181405_5.0014                                 |

## Sąsiednie gminy
Dubiecko, Gać, Jawornik Polski, Markowa, Pruchnik, Przeworsk, Zarzecze